# 毋盐氏
毋盐氏（?—?），一作无盐氏。西汉初年长安子钱家，即高利贷者。齐国无盐邑大夫之后，史失其名。
毋盐氏是大商人兼大高利贷主。汉景帝三年（前154年）吴楚七国之乱，汉景帝曾征发许多列侯、封君从军讨伐叛乱。这些列侯、封君为了筹集军旅费用，纷纷向高利贷者筹借钱币。高利贷者多因关东战事未决，成败未卜，不肯出借。只有毋盐氏拿出千金借贷，利率高达十倍。三个月后，七国之乱被迅速平定，他一年之中，获利十倍，毋盐氏因此富显关中。